# Scapola

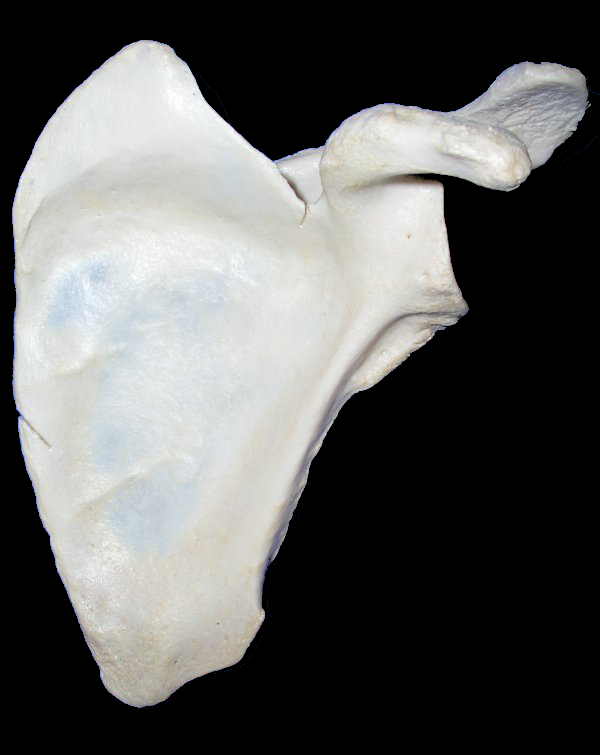
Vista anteriore

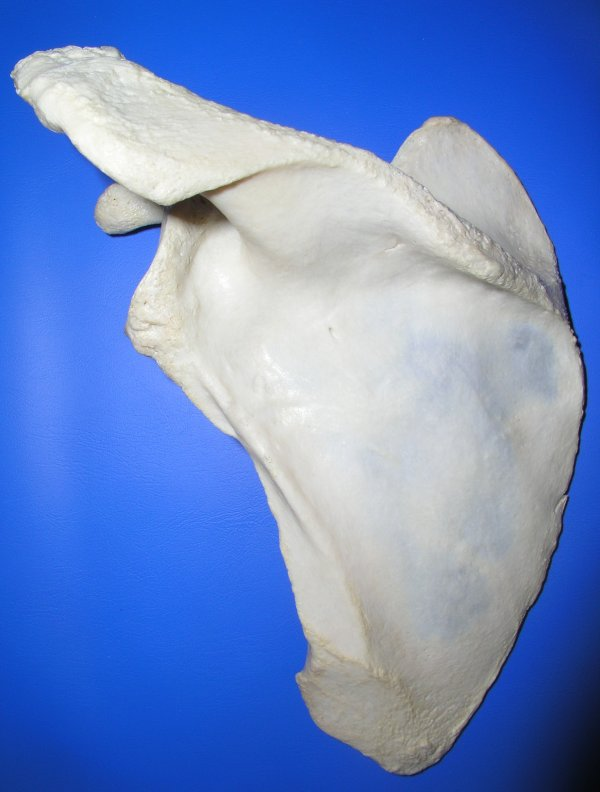
Vista posteriore

La scapola, od omoplata, è un osso pari e simmetrico della spalla. Si articola con la clavicola (articolazione acromio-clavicolare) e con l'omero (articolazione gleno-omerale). La sua funzione è quella di rappresentare una base stabile ma mobile per l'intero arto superiore. A tale scopo sulla scapola danno inserzione potenti muscoli che la stabilizzano, come il muscolo trapezio ed il dentato anteriore.
Si tratta di un osso piatto posto sulla superficie dorsale del torace che si estende dalla seconda alla settima costa. Ha una forma triangolare, con l'apice rivolto in basso: presenta quindi 2 facce, 3 margini e 3 angoli e appartiene alla famiglia delle ossa semimobili. Presenta inoltre 3 processi, quali l'acromion, la spina e il processo coracoideo, che danno inserzione a importanti muscoli e legamenti.

## Faccia anteriore
La faccia anteriore è anche detta faccia costale ed è rivolta verso la gabbia toracica. Presenta un'ampia concavità, detta fossa sottoscapolare (o subscapolare), che ne ricalca la forma e sulla cui superficie si trovano delle creste trasversali che danno inserzione al muscolo sottoscapolare.

## Faccia posteriore
La faccia posteriore è divisa da un rilievo (la spina scapolare) in due fosse: la sovraspinata (o sovraspinosa), che occupa il terzo superiore, e la sottospinata o infraspinata (o infraspinosa), che occupa i 2/3 inferiori. Queste 2 fosse danno origine agli omonimi muscoli.
La spina scapolare è un rilievo di forma triangolare che sporge dalla faccia posteriore. Origina in vicinanza del margine mediale e si porta lateralmente aumentando progressivamente di altezza, per poi piegare in avanti e terminare con una struttura appiattita detta acromion, che presenta la faccia articolare con la clavicola.
Il margine posteriore della spina scapolare è sottocutaneo e il suo spessore permette di dividerlo in un labbro superiore, che dà inserzione al trapezio, e in un labbro inferiore, da cui origina il deltoide.

## Margini
Il margine mediale (o vertebrale) è piuttosto sottile e ha un andamento verticale. A livello dell'origine della spina scapolare piega lateralmente formando un angolo ottuso. Nella sua porzione anteriore da inserzione al muscolo dentato anteriore, mentre quella posteriore dà inserzioni ai muscoli elevatore della scapola, piccolo romboide e grande romboide.
Il margine laterale (o ascellare) è più grosso e presenta una tuberosità detta infraglenoidea da cui origina il capo lungo del tricipite brachiale.
Nel margine superiore si trova l'incisura scapolare (trasformata in foro dal legamento trasverso superiore della scapola), che permette il passaggio del nervo soprascapolare. Medialmente a tale incisura prende inserzione il muscolo omoioideo. La porzione che si trova lateralmente all'incisura prende il nome di processo coracoideo e dà inserzione al muscolo piccolo pettorale ed origine al coracobrachiale e al capo breve del bicipite brachiale.

## Angoli
L'angolo superiore è appuntito, mentre quello inferiore è arrotondato.
L'angolo laterale presenta la cavità glenoidea per l'articolazione scapolo-omerale. Questa cavità è separata dal corpo della scapola da un restringimento detto collo della scapola. Inferiormente alla cavità glenoidea si trova il margine laterale con la tuberosità infraglenoidea; superiormente è invece visibile la tuberosità sovraglenoidea, che dà origine al capo lungo del bicipite brachiale.

## Sviluppo
La scapola origina da un abbozzo cartilagineo che ossifica quasi completamente durante lo sviluppo embrionale, dando origine alla maggior parte delle strutture della scapola. Dopo la nascita compaiono centri di ossificazione secondari per il processo coracoideo (cioè nella parte frontale), l'angolo inferiore e parte dell'acromion.